# Paraguayische Frauen-Handballnationalmannschaft
Die paraguayische Frauen-Handballnationalmannschaft vertritt Paraguay bei Länderspielen und internationalen Turnieren im Frauenhandball.
Paraguay nahm erstmals 1986 an der Panamerikameisterschaft teil. Bei der Panamerikameisterschaft 2007 belegte Paraguay den 4. Platz, wodurch erstmals die Qualifikation zur Weltmeisterschaft gelang. Bei der darauffolgenden Weltmeisterschaft 2007 gewann die Frauen-Nationalmannschaft eine von sechs Partien und belegte den vorletzten Platz. 2013 qualifizierte sich Paraguay durch den 4. Platz bei der Panamerikameisterschaft wiederum für die Weltmeisterschaft. Nachdem Paraguay alle fünf Vorrundenspiele bei der Weltmeisterschaft 2013 verloren hatte, gewann die Mannschaft zwei Spiele im Presidents Cup und schloss das Turnier mit dem 21. Platz ab. Durch den Gewinn der Bronzemedaille bei der Panamerikameisterschaft 2017 qualifizierte sich Paraguay für die Weltmeisterschaft 2017.

## Teilnahme an internationalen Turnieren

### Weltmeisterschaft
- Weltmeisterschaft 2007: 23. Platz
- Weltmeisterschaft 2013: 21. Platz
- Weltmeisterschaft 2017: 21. Platz
- Weltmeisterschaft 2021: 29. Platz (von 32 Teams)
Team: María Acosta (in 7 Spielen eingesetzt / 0 Tore geworfen), Fátima Acuña (7/34), Fernanda Insfrán (7/19), Kamila Rolón (7/7), Sabrina Fiore (7/33), Karina Dos Santos (7/2), Jessica Fleitas (7/4), Marizza Faría (7/6), Gisela Gonzalez (7/9), Delyne Leiva (7/7), Fátima Ocampus (7/0), Sofía Villalba (7/1), María Paula Fernández (7/35), Nathalie Giménez (7/2), Ada Miskinich (7/1), Jazmín Mendoza (7/16);[6] Trainer: Neri Vera.
- Weltmeisterschaft 2023: 29. Platz (von 32 Teams)
Team: Fátima Rocio Acuña Insfrán (7/14), Belinda Ayelen Bobadilla Pereira (5/3), Ana Giuliana Cristaldo Vera (6/1), María Paula Fernández Estigarribia (7/25), Fernanda Lujan Insfrán Mora (7/32), Delyne Esther Leiva Morlas (7/18), Maggie Alexandra Lugo Lara (7/6), Maria Machuca Espinoza (6/0), Jazmin Mendoza Peralta (6/21), Ada Miskinich Lugo (5/2), Fatima Morel Ocampos (6/0), Ariana Portillo Mieres (7/27), Milagros Samaniego Benitez (1/0), Kiara Vergara (7/8)[7]
Trainerin: Marizza Faría
- Weltmeisterschaft 2025:

### Panamerikameisterschaft
- Bronze: 2017
- weitere Teilnahmen: 1986 (5. Platz), 1991 (5. Platz), 2007 (4. Platz), 2009 (7. Platz), 2013 (4. Platz), 2015 (7. Platz)[8]

### Süd- und mittelamerikanische Meisterschaft
- Süd- und mittelamerikanische Meisterschaft 2018: 3. Platz
- Süd- und mittelamerikanische Meisterschaft 2021: 3. Platz
- Süd- und zentralamerikanische Meisterschaft 2024: 4. Platz

## Kader: Weltmeisterschaft 2021

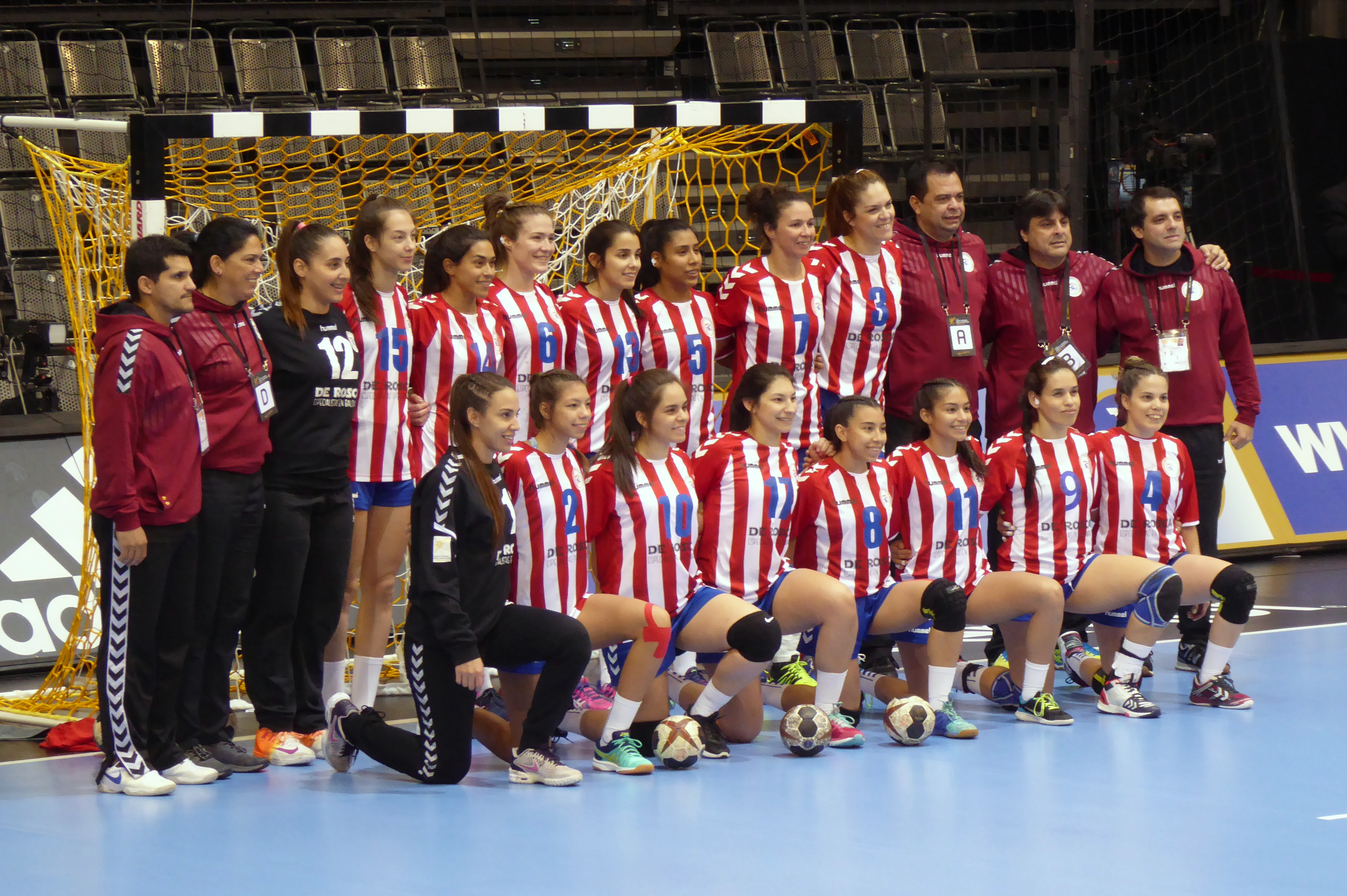
Die paraguayische Nationalmannschaft bei der Weltmeisterschaft 2017 in Deutschland.

María Alicia Villalba (Cerro Porteño Club), Fátima Ocampus (Club Balonmano Xuntura Base Oviedo), Marizza Faría (BM La Calzada), María Paula Fernández (Club Balonmano Xuntura Base Oviedo), Delyne Leiva (Cerro Porteño Club), Fernanda Insfrán (Cerro Porteño Club), Jessica Fleitas (Cerro Porteño Club), Kamila Rolón (San José), Gisela Gonzalez (Cerro Porteño Club), Sabrina Fiore (AAU), Nathalie Giménez (Cerro Porteño Club), Ada Miskinich (Cerro Porteño Club), Karina Dos Santos (San José), Fátima Acuña (Cerro Porteño Club), Jazmín Mendoza (Cerro Porteño Club), Sofía Villalba (Cerro Porteño Club)